# Islandia en los Juegos Europeos
Islandia en los Juegos Europeos está representada por la Asociación Deportiva y Olímpica de Islandia. El equipo de Islandia no ha obtenido ninguna medalla en estos Juegos.

## Medalleros

### Por edición
| Evento        | Oro | Plata | Bronce | Total |
| ------------- | --- | ----- | ------ | ----- |
| Bakú 2015     | 0   | 0     | 0      | 0     |
| Minsk 2019    | 0   | 0     | 0      | 0     |
| Cracovia 2023 | 0   | 0     | 0      | 0     |
| TOTAL         | 0   | 0     | 0      | 0     |